# Microtypus longicaudatus
Microtypus longicaudatus är en stekelart som beskrevs av Charles Thomas Brues 1933. Microtypus longicaudatus ingår i släktet Microtypus och familjen bracksteklar. Inga underarter finns listade i Catalogue of Life.